# 玖珠町
玖珠町（日语：／ Kusu machi */?）是位于日本大分縣西部的一個城鎮，屬玖珠郡。
轄區位於九州山地內，多數地區被列為耶馬日田英彥山國定公園的範圍，人口主要集中於久大本線豐後森車站附近。

## 历史
過去屬於森藩，1601年來島長親成為此地的藩主，直到江戶時代都是來島氏的領地。廢藩置縣後，改設為森縣，並成為縣廳所在地，後又被併入大分縣。

### 年表
- 1889年4月1日：實施町村制，現在的轄區在當時分屬玖珠郡森村、萬年村、北山田村、八幡村。
- 1893年12月1日：森村改制為森町。
- 1927年4月1日：萬年村改制為並改名為玖珠町。
- 1955年3月1日：森町、玖珠町、北山田村、八幡村合併為新設置的玖珠町。

| 18889年以前 | 1889年4月1日 | 1889年 - 1944年                 | 1945年 - 1954年                 | 1955年 - 1988年     | 1988年 - 現在       | 現在                |
| ----------- | ------------ | ------------------------------- | ------------------------------- | ------------------- | ------------------- | ------------------- |
|             | 森村         | 1893年12月1日 改制為森町        | 1893年12月1日 改制為森町        | 1955年3月1日 玖珠町 | 1955年3月1日 玖珠町 | 1955年3月1日 玖珠町 |
|             | 萬年村       | 1927年4月1日 改制並改名為玖珠町 | 1927年4月1日 改制並改名為玖珠町 | 1955年3月1日 玖珠町 | 1955年3月1日 玖珠町 | 1955年3月1日 玖珠町 |
|             | 八幡村       |                                 |                                 | 1955年3月1日 玖珠町 | 1955年3月1日 玖珠町 | 1955年3月1日 玖珠町 |
|             | 北山田村     |                                 |                                 | 1955年3月1日 玖珠町 | 1955年3月1日 玖珠町 | 1955年3月1日 玖珠町 |

## 交通

### 鐵路
- 九州旅客鐵道
  - 久大本線：杉河內車站 - 北山田車站 - 豐後森車站

### 道路
高速道路
- 大分自動車道：天瀨高塚交流道 - 玖珠服務區 - 玖珠交流道

## 觀光資源
- 日本童話祭：每年5月5日舉行
- 玖珠溫泉
- 伐株山城遺跡
- 角牟礼城遺跡
- 西椎屋瀑布（日本瀑布百選）

## 教育

### 高等學校
- 大分縣立森高等學校
- 大分縣立玖珠農業高等學校

## 本地出身之名人
- 久留島武彥：童話作家
- 衛藤征士郎：政治家
- 吉良州司：政治家
- 穴井夕子：藝人
- 三遊亭鳳志：落語家、三遊亭鳳樂之弟子

## 外部連結
- （日語） 森町祇園
- （日語） 玖珠影片俱樂部 （页面存档备份，存于）
- （日語） 玖珠町商工會 （页面存档备份，存于）